# Boguszowice (Rybnik)
Boguszowice (česky též Bohušovice, německy Boguschowitz) jsou část města Rybnik rozkládající se na jeho jihovýchodním okraji.
Jednalo se původně o malou vesnici založenou ve 13. století a na konci 18. století čítající pouhých 26 domů, která sdílela osud rybnického panství. Název obce je odvozen od jména Bohuš. V roce 1888 byl místní statek zakoupen hrabaty Henckel von Donnersmarck, kteří roku 1915 založili černouhelný důl Blücher-Schächte, později známý jako KWK Jankowice podle sousední obce, na jejímž katastru se také zčásti nachází. To způsobilo rychlý rozvoj obce a nárůst počtu obyvatel. Spolu s důlním areálem byla postavena dělnická kolonie s domy z červených cihel typickými pro Horní Slezsko a pak v 50. a 60. letech sídliště Południe (Jih) částečně ve stylu socialistického realismu, které bývá nazýváno „Pekin“ („Peking“), a v 80. letech sídliště Północ (Sever) přezdívané „Manhattan“.
Roku 1954 získaly Boguszowice status sídla městského typu a roku 1962 městská práva. Tehdy k nim přičlenili také Kłokocin a Gotartowice, čímž vzniklo město se zhruba 20 tisíci obyvatel. V rámci správní reformy v roce 1975 byly Boguszowice připojeny k Rybniku. V současnosti jsou administrativně rozděleny do dvou samosprávných městských částí: Boguszowice Stare (Staré Boguszowice) zahrnující původní vesnici, čtvrť rodinných domů a sídliště Północ (Sever) a Boguszowice-Osiedle (Boguszowice-sídliště) s dělnickou kolonií a sídlištěm Południe (Jih). K listopadu 2018 žilo ve Starých Boguszowicích 7 613 obyvatel a v Boguszowicích-sídlišti 10 510.
Zejména sídlíště Południe (Jih) aneb „Pekin“ je vnímáno jako problémová čtvrť, zdejší obyvatelstvo tvoří z velké části osoby zasažené negativními následky ekonomické transformace po roce 1989 a nezaměstnanost ještě v roce 2012 dosahovala 20 procent.